# Limes Romanus

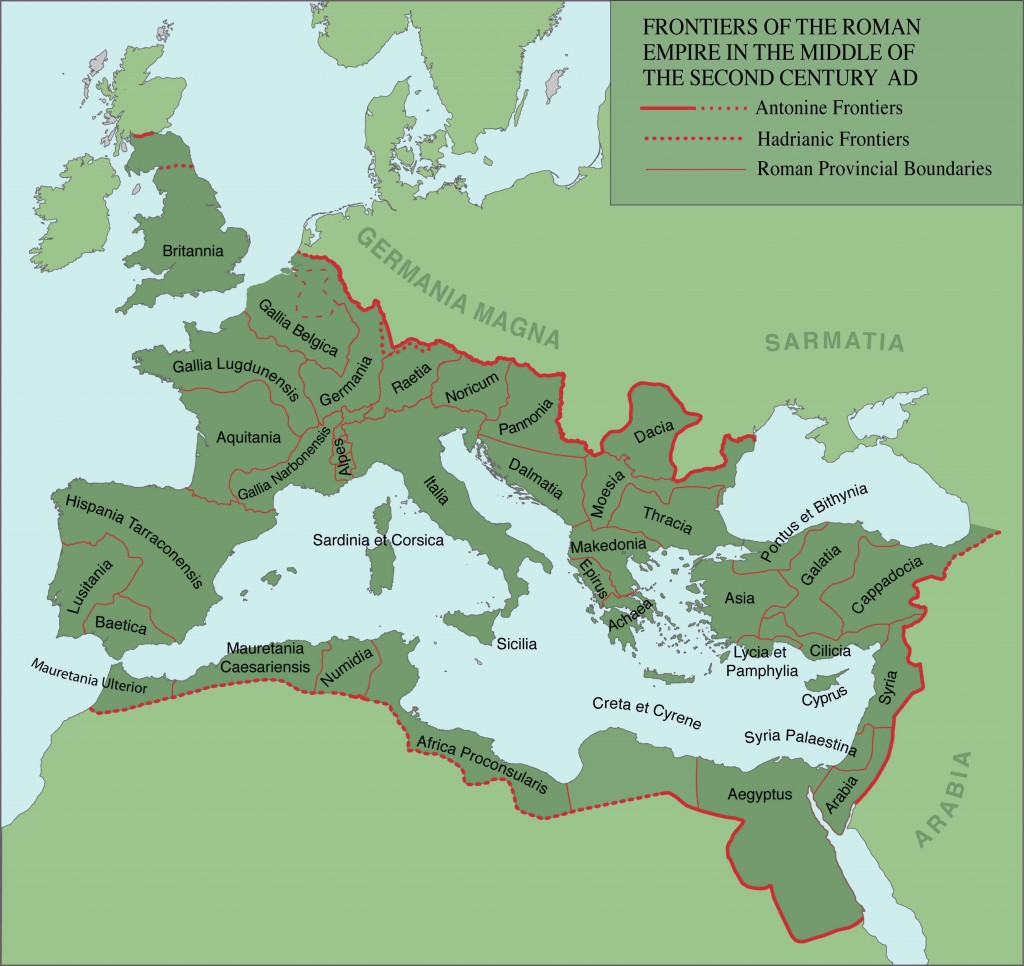
hranice Římské říše ve 2. století

Limes Romanus nebo jen limes (lat. cesta, později mez, hranice; 2. pád limitis), znamená dnes v širším smyslu pevninskou hranici Římské říše, v užším smyslu systém opevnění a celní hranici tam, kde nebyla určena řekami. Podél limitu probíhala vždy cesta a na vhodných místech byly vojenské tábory (castra), kde se odehrával také obchod s barbary.
Českému území nejbližší části limitu nalezneme na území Bavorska, Rakouska a Slovenska. Je to například pevnost Komárno při soutoku řek Váh a Dunaj.

## Nejznámější limity
Podobně jako na území dnešního Německa budovali Římané limes i v jiných částech říše, pokud se ocitly pod tlakem nepřátel.
- Hadriánův val (Limes Britannicus) – dnes severní Anglie, jižně od skotských hranic
- Antoninův val – dnešní Skotsko, na sever od Hadriánova valu
- Hornogermánský a raetský limes – v dnešním Německu mezi řekami Rýn a Dunaj
- Dolnogermánský limes – v dnešním Německu a Nizozemsku podél Rýna
- Dunajský limes – podél řeky Dunaj od Bavorska po deltu řeky do Černého moře. Bývá dělen nad podcelky:
  - Norický limes
  - Panonský limes
  - Dácký limes - po hranicích provincie Dacia, severně od Dunaje
  - Moeský limes
- Limes Arabicus – hranice římské provincie Arabia Petraea s pouští
- Limes Tripolitanus – hranice dnešní Libye s pouští Sahara

## Středoevropský limes
Hornogermánský a raetský limes nabyl na významu, když římská expanze v 1. století překročila Rýn a Dunaj, a chránil severní část římské říše (provincie Horní Germánie a Raetie) před barbarskými kmeny (především před Germány). Opevnění se táhlo mezi dnešním Kolínem nad Rýnem a Řeznem. Limes byl dlouhý 382 km. 
Latinský výraz (doslova římská hranice) pochází z císařského období (přesněji od císaře Domitiana), za první lze považovat opevnění mezi ústím Kinzigu do Mohanu a mezi ústím Vinxtbachu (okolo roku 85). Toto opevnění doplňovalo přirozené překážky, zejména řeky (odtud pochází původní název ripa = břeh); kde nebylo možno využít přírodních překážek, stavěly se umělé, a to především příkopy s valy, popřípadě i s palisádovým plotem nebo později i s kamennou zdí. Páteří limitu byla vždy strategická cesta, která umožňovala rychlé spojení a přesuny vojenských jednotek, a síť vojenských táborů, stanic a signálních věží umožňujících hlášení pohybů nepřátel a přivolávání posil na místa ohrožená útokem.
Limes byl nejdříve opevněn jen řetězcem vyplétaných plotů, v nichž v nepravidelných rozestupech 500 až 1500 m (většinou v dohledu) stály dřevěné věže. S růstem nebezpečí od barbarských kmenů bylo opevnění neustále posilováno, až Antoninus Pius začal ploty nahrazovat palisádami a dřevěné věže kamennými stavbami. Teprve za touto hradbou se nalézaly vlastní vojenské tábory a pevnosti, kde byly jednotlivé legie. Tyto pevnosti šířily romanizaci a z mnoha z nich vznikla středověká evropská města (namátkou např. Augsburg, Koblenz, Mohuč, Řezno, na dalších limitech Římské říše města Pasov, Vídeň, Bělehrad a York).

## Světové dědictví UNESCO
Řada archeologických nalezišť, pozůstatků limitů a dalších doprovodných staveb v různých částech Evropy je součástí Světového dědictví UNESCO. K srpnu 2024 seznam světového dědictví UNESCO čítal 4 položky spojené s římskými limity: 
- „Hranice Římské říše“ - 414 lokalit v Německu a Spojeném království, z toho 220 míst na Hornogermánském a raetském limitu, 194 na Hadriánově a Antoniově valu[1]
- „Hranice Římské říše - Dunajský limes (západní část)“ - 77 lokalit podél Dunaje, z toho 24 v Bavorsku, 47 v Rakousku a 6 na Slovensku (Celemantia a Gerulata)[2]
- „Hranice Římské říše - Dolnogermánský limes“ - 102 lokalit podél dolního Rýna, z toho 39 v Nizozemsku a 63 v Severním Porýní-Vestfálsku[3]
- „Hranice Římské říše - Dacia“ - 285 lokalit v šestnácti rumuských župách, severně od Dunaje[4]

## Galerie

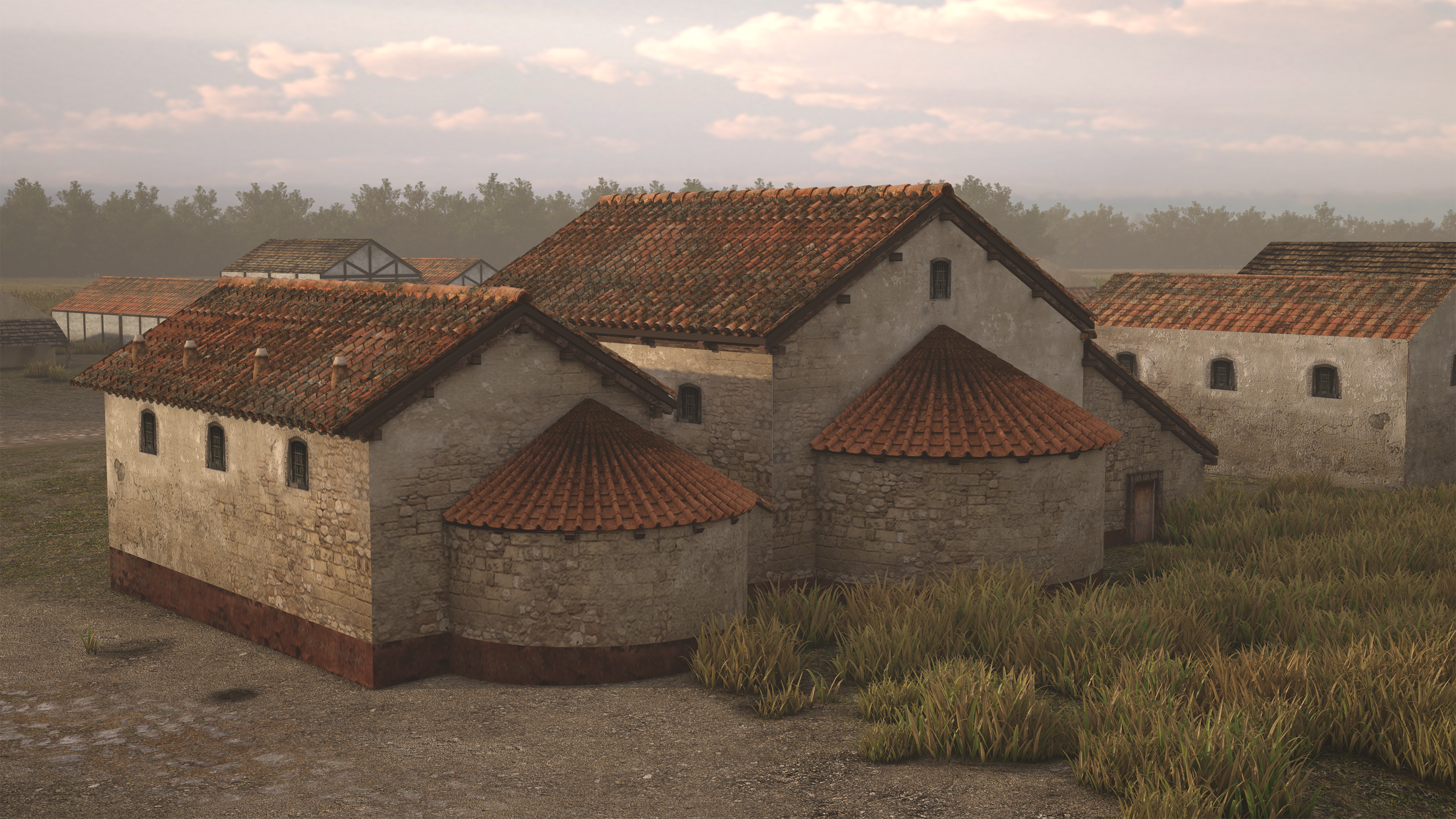
počítačový model
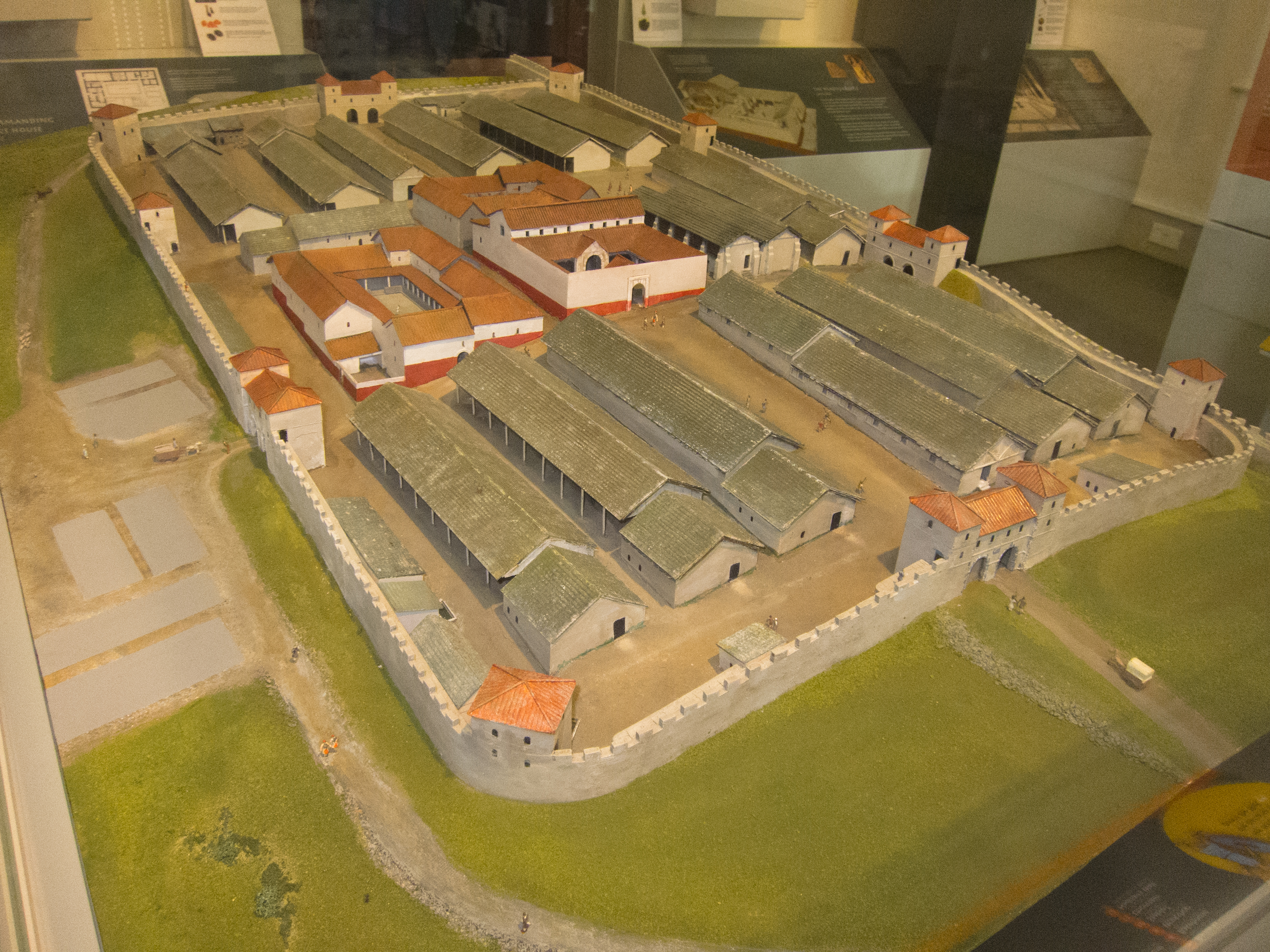
model vojenského tábora Houseteads
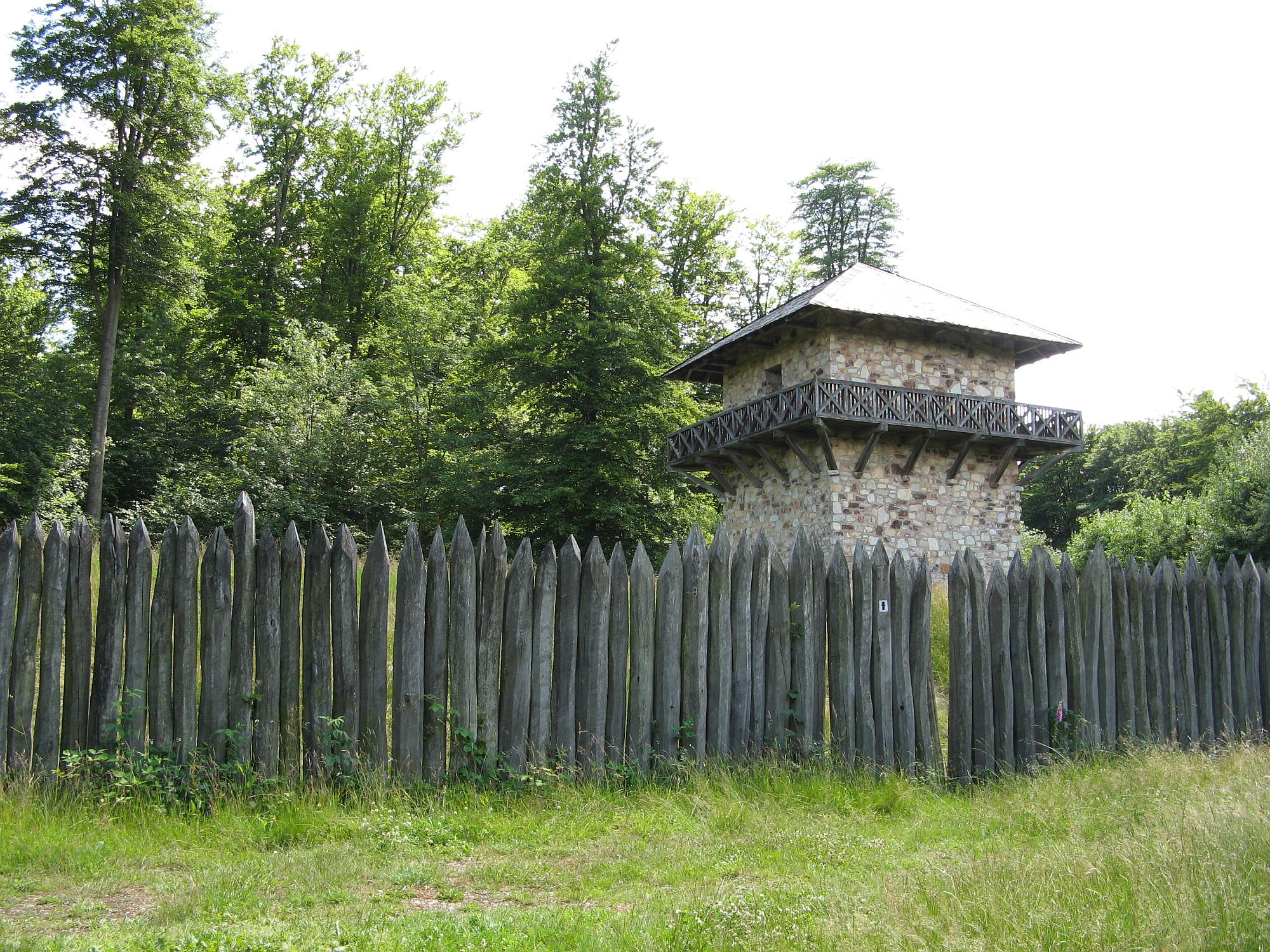
rekonstrukce palisádové hradby a strážné věže
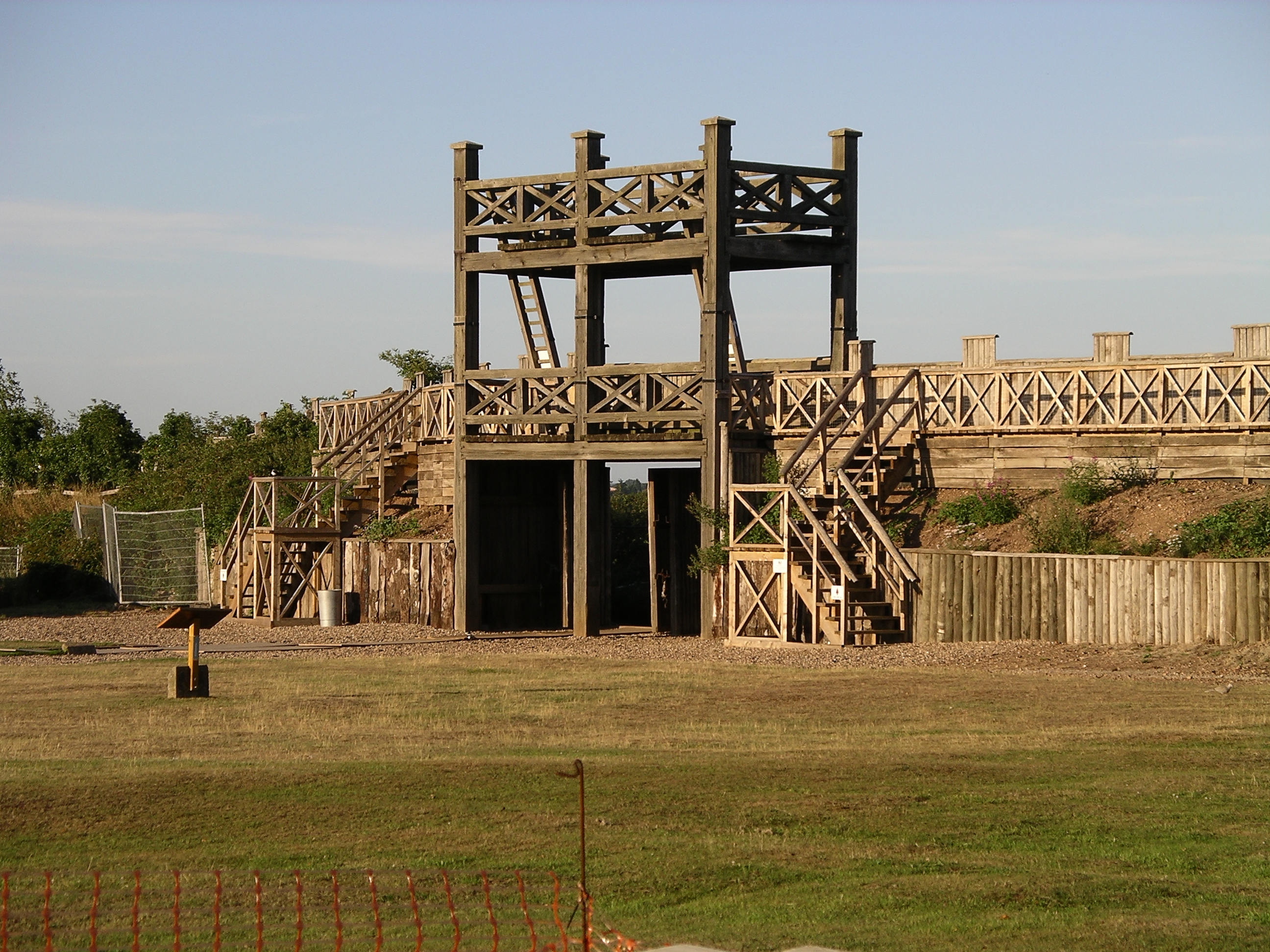
rekonstrukce opevnění
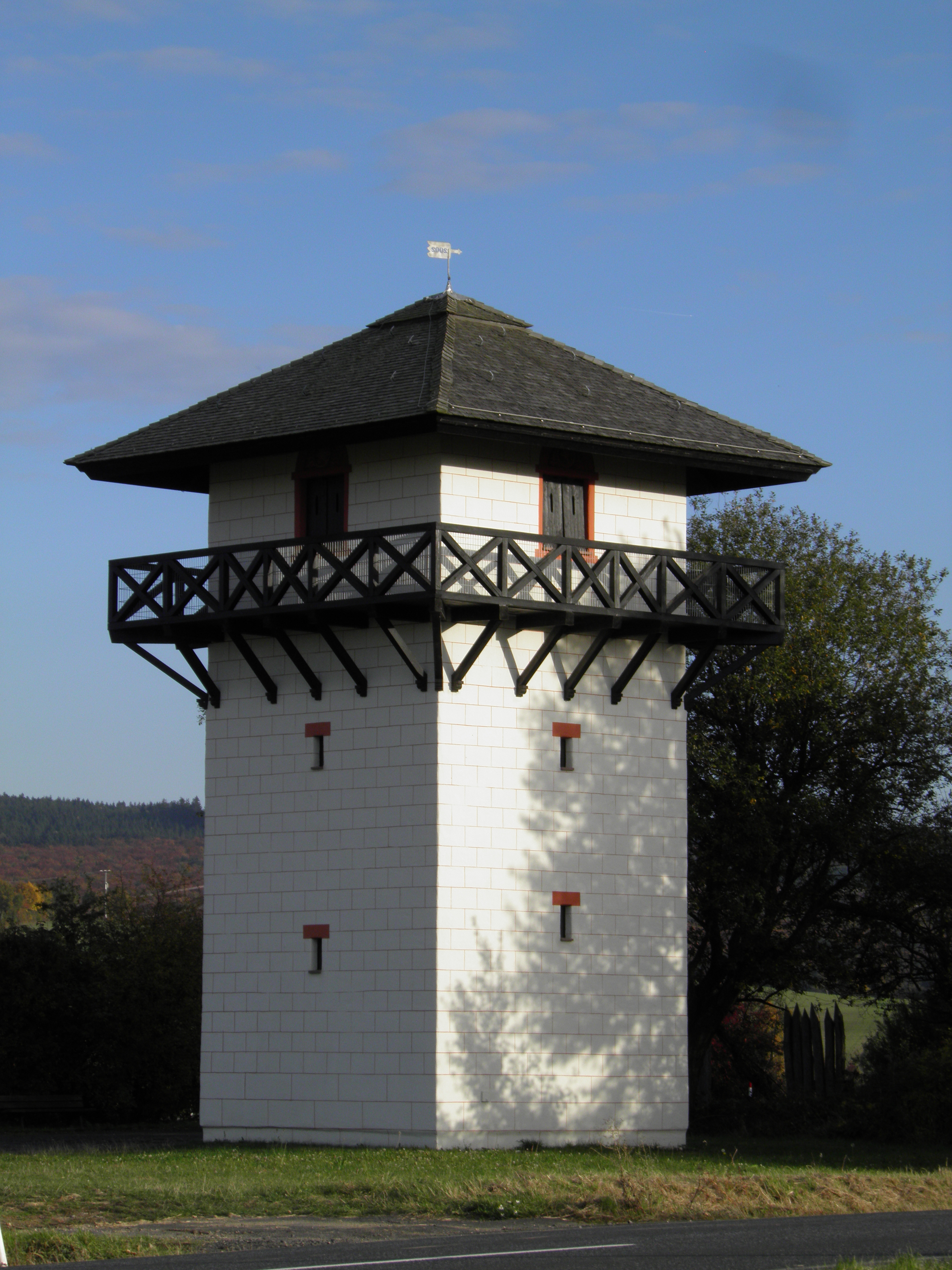
rekonstrukce strážné věže
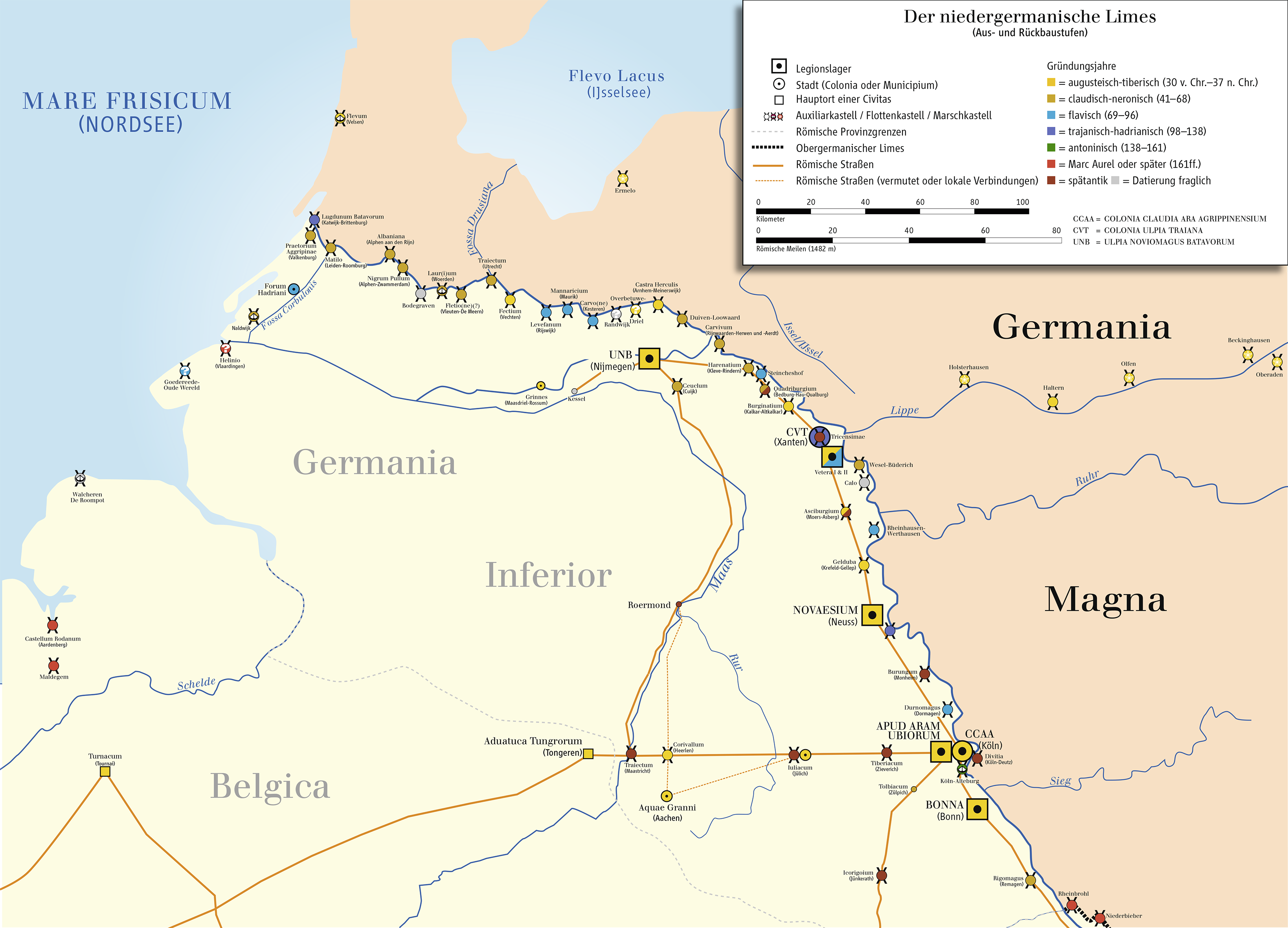
Dolnogermánský limes
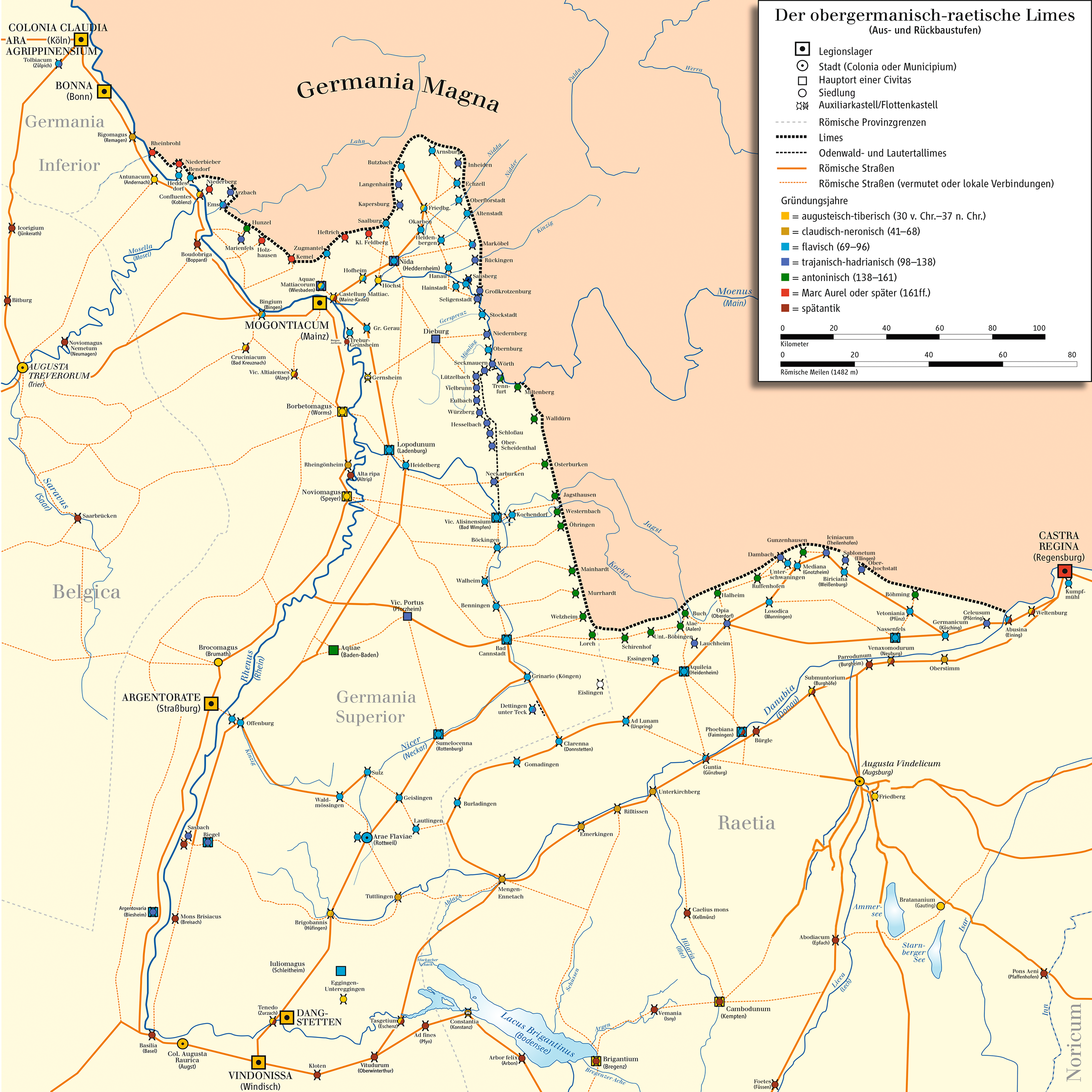
Hornogermánský a raetský limes
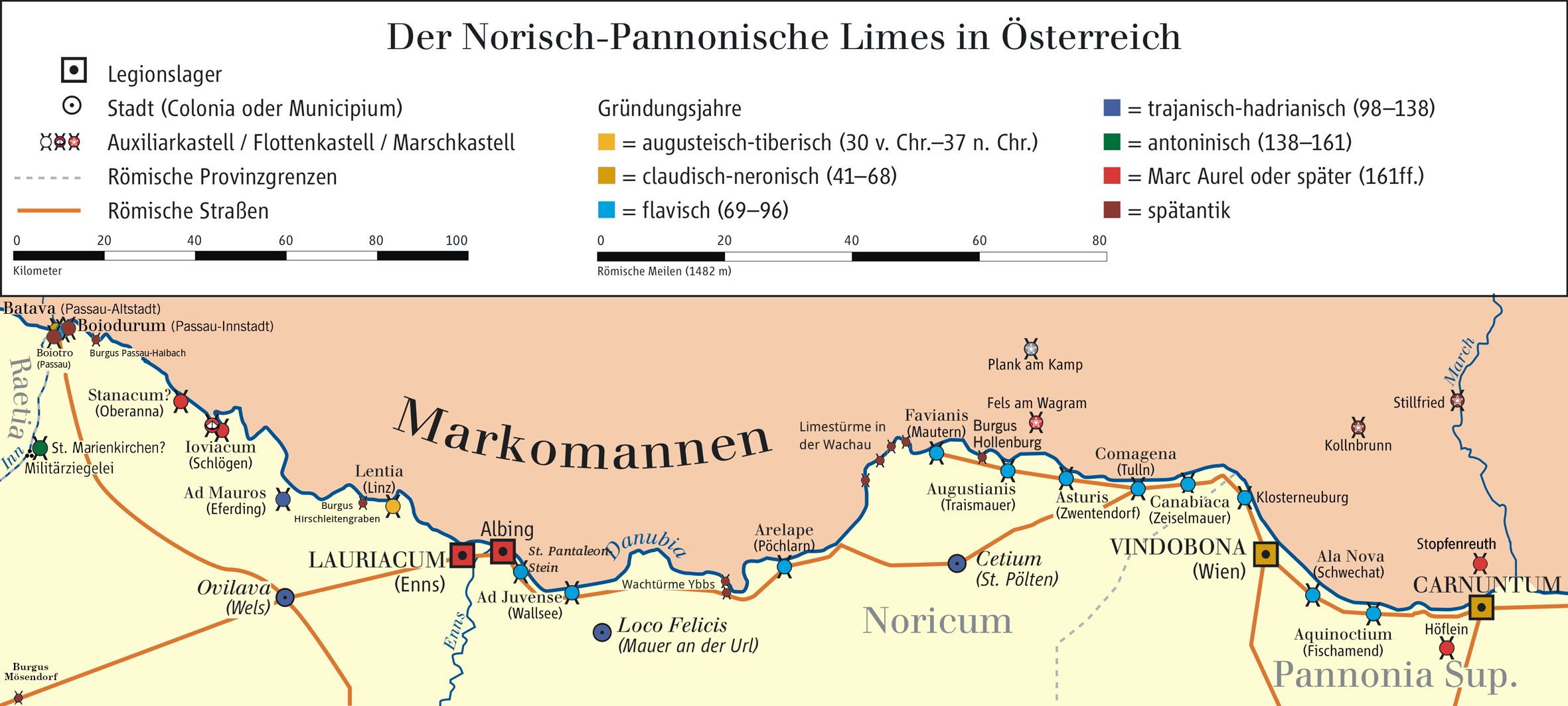
Norický a Panonský limes
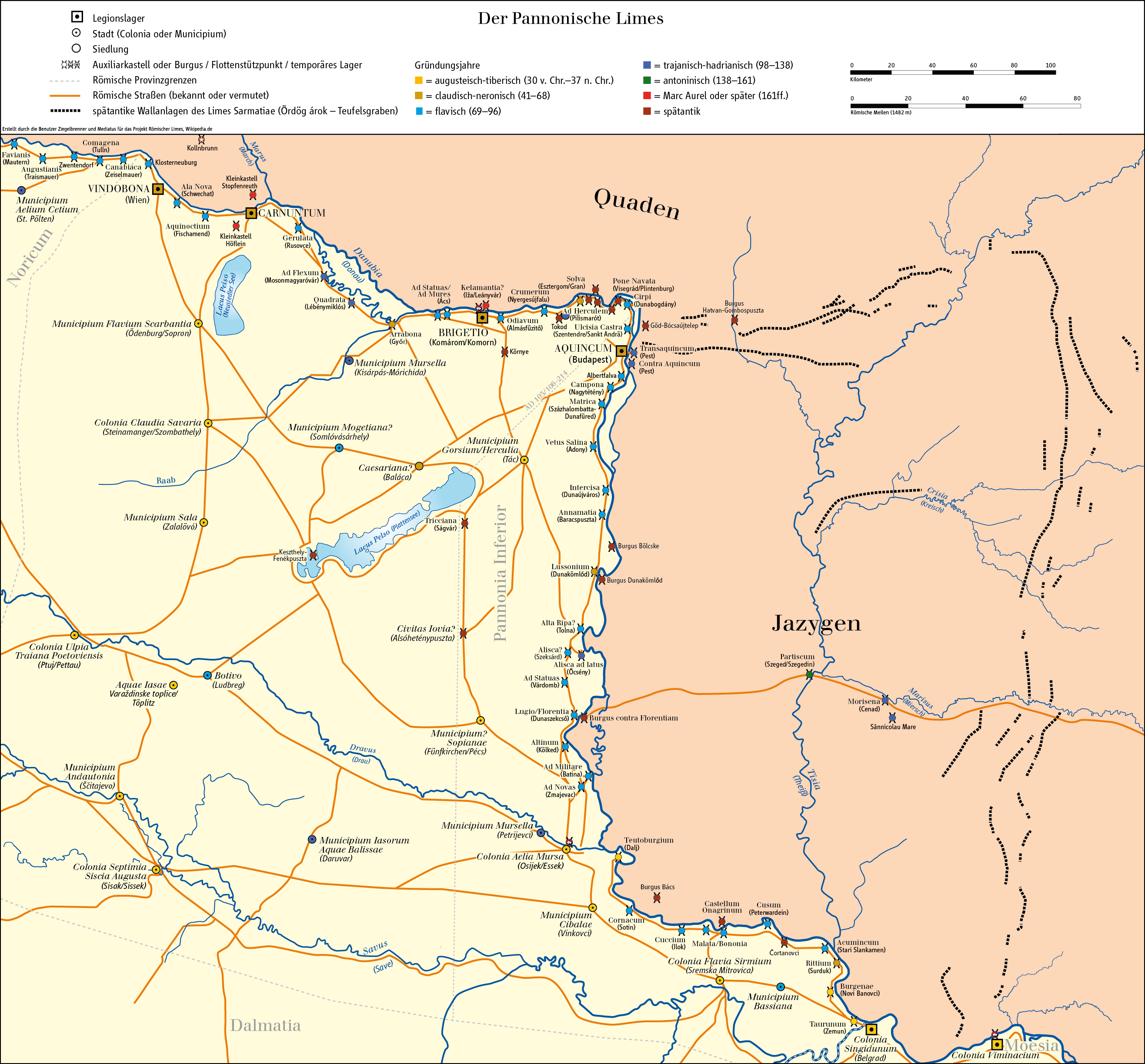
Panonský limes
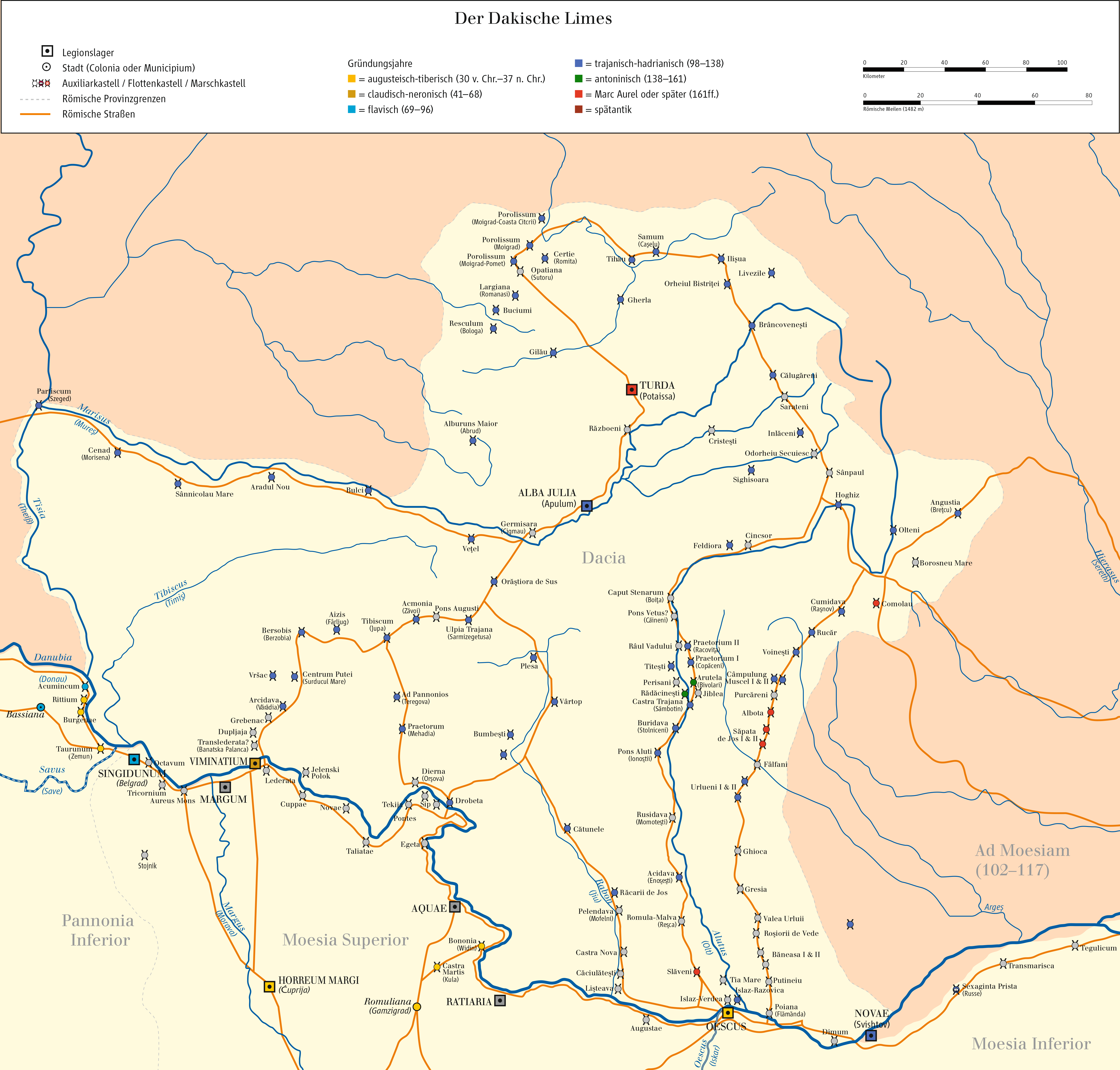
Dácký limes